# Dolophilodes dorcus
Dolophilodes dorcus är en nattsländeart som först beskrevs av Ross 1938.  Dolophilodes dorcus ingår i släktet Dolophilodes och familjen stengömmenattsländor. Inga underarter finns listade i Catalogue of Life.